# قفاز

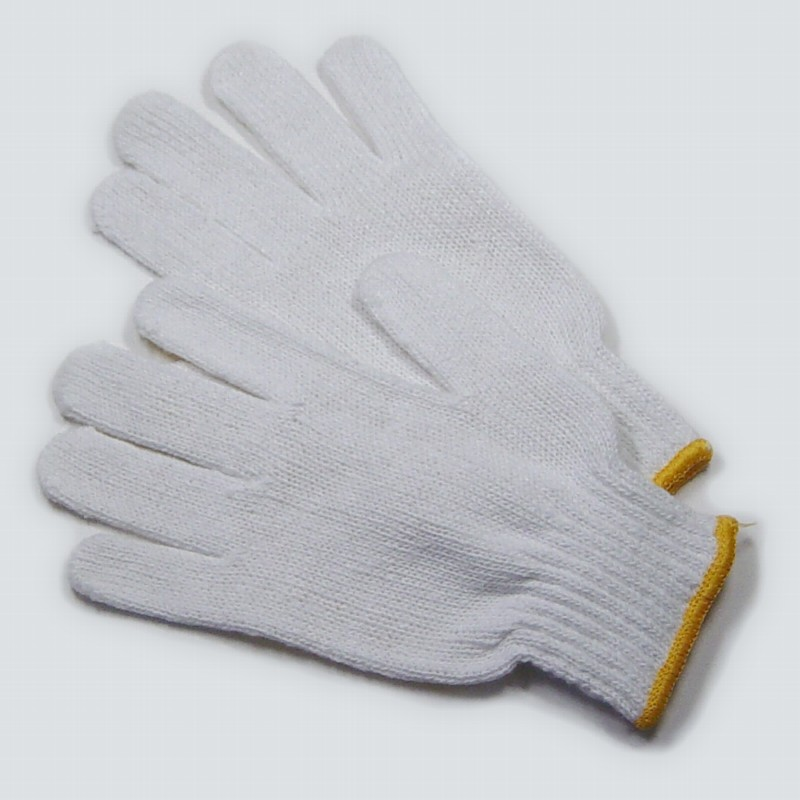
زوج من القفازات

القُفّاز غطاء يد يستعمل للزينة والوقاية، لكلّ إصبع فيه جزء خاص.

## نبذة تاريخية
كان فرنسيّو ما قبل التاريخ، وهم سكان الكهوف، يلبسون قفازات خشنة، كما لبس، الإغريق القفازات لوقاية أياديهم أثناء القيام بالأعمال الشاقة. واستعملها الرومان زينة أو دليلاً على الرقي.
ارتفع سعر القفازات خلال العصور الوسطى، حيث اقتصر اقتناؤها على الأغنياء فقط. وكان الفرسان يثبتون القفازات النسائية على خوذاتهم علامة للحب. واستعملت القفازات إشارة إلى التحدي، إذ يرمي المتحدي قفازه ويقوم الشخص الذي يقبل التحدي بالتقاط القفاز، وقد أطلق على هذا التقليد رمي القفاز. وكان للقفاز منزلة رفيعة في عهد إليزابيث، ملكة بريطانيا، ولذلك تبوأ صانعو القفازات مركزًا عاليًا.

## أنواع القفازات

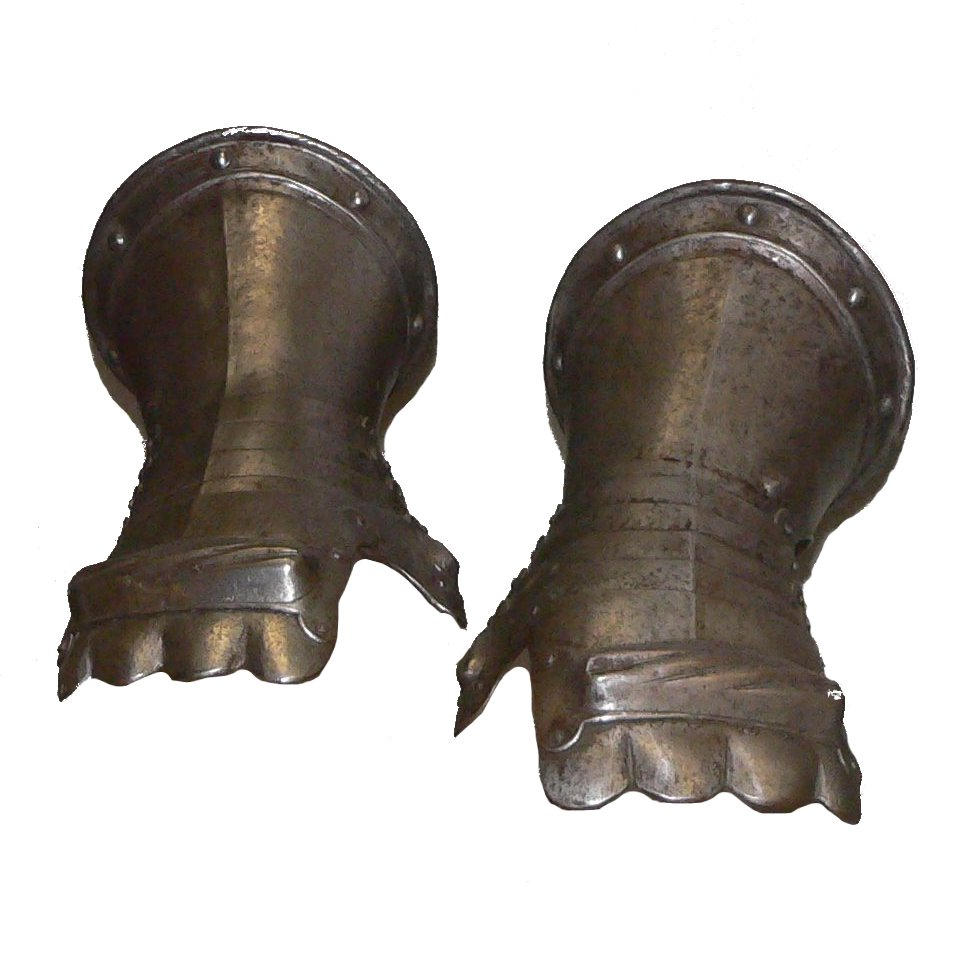
زوج من القفازات الألمانية من القرن ال16

- القفاز الفولاذي الطويل جلدي مغطى برقائق حديدية أو فولاذية يعود تاريخه إلى القرن السادس عشر الميلادي.
- قفاز تربية الصقور الجلدي الفاخر تزين الخيوط الذهبية والفضية فيه غطاء معصمه، تم صنعه في فرنسا في أوائل القرن السابع عشر الميلادي.
- القفاز الألماني يعود تاريخ ظهوره إلى القرن السادس عشر الميلادي، ولا يمكن تحريك الأصابع منفردة فيه.
- قفازات الزينة والعمل يمكن صنعها من عدة مواد. تصنع قفازات العمل (الوسط) غالبًا من التيل أو المطاط. وتصنع قفازات الزينة (أعلى وأسفل) من الجلد أو الحرير أو الفرو

## صناعة القفاز

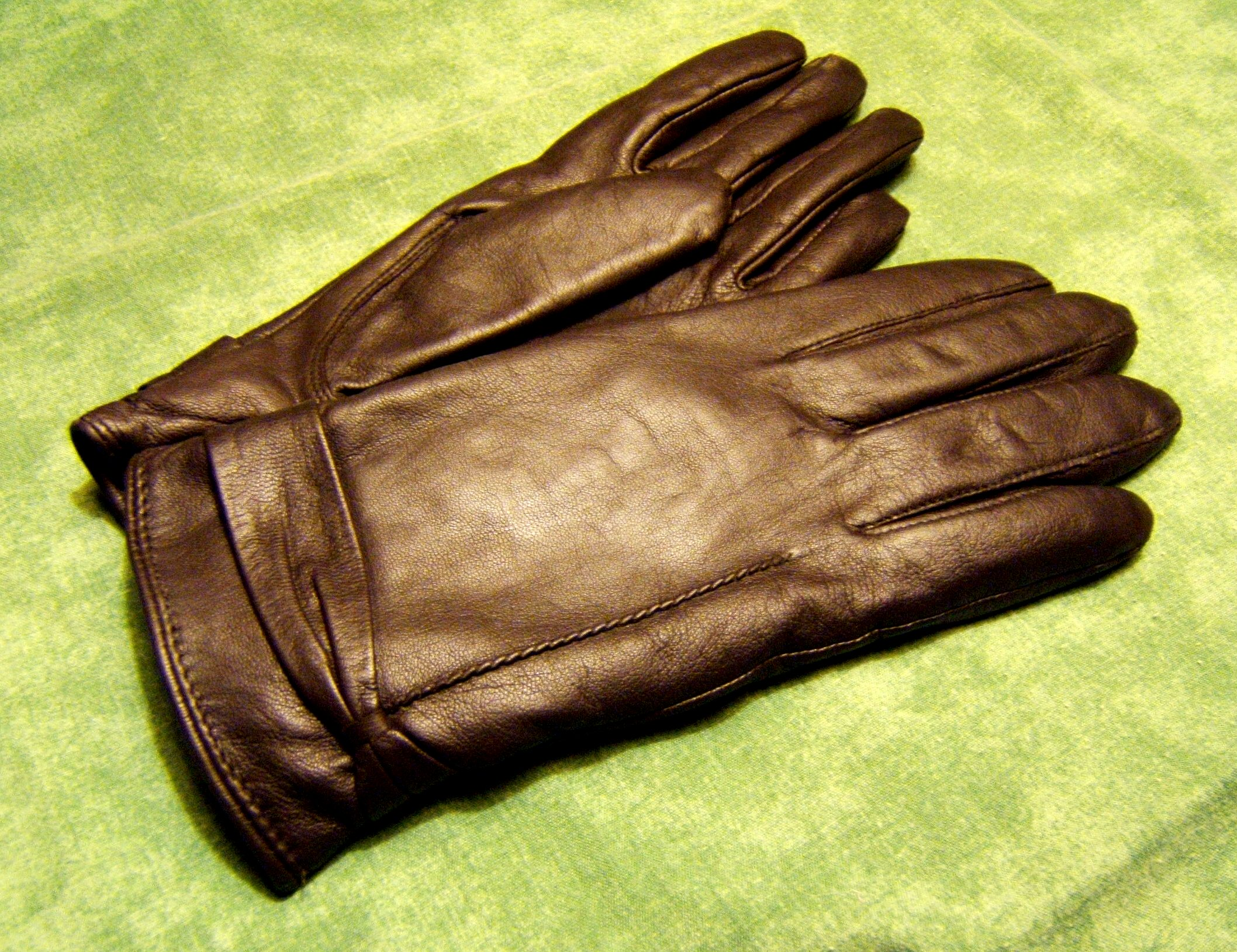
زوج من القفازات الجلدية

تصنع القفازات الحديثة من مواد عديدة مثل: الجلد، والحرير والفرو والقطن والمطاط والتيل والصوف.
تحتل الولايات المتحدة مركز الصدارة في إنتاج القفازات الرجالية، أما القفازات النسائية الفاخرة، فقد اشتهرت فرنسا بتصنيعها.

## طريقة خياطة القفاز
- الخطوة الأولى

نبدأ بوضع 40 على 4 أسياخ بالتساوي أي 10 غرز على كل سيخ ثم نبدأ الشغل بالسيخ الخامس
- الخطوة الثانية

نشتغل عدة أسطر بغرزة الياستيك حوالي 6 أو 7سم
- الخطوة الثالثة

ننتقل للشغل سطر عدل وسطر مقلوب ونشتغل حوالي 5سم
- الخطوة الرابعة

نضع عدد من الغرز (لعمل الإبهام) على دبوس ونكمل الشغل بباقي الغرز لارتفاع 4سم ثم نضع الغرز على دبوسين تمهيداً لشغل باقي الأصابع
- الخطوة الخامسة

ننقل عدد من الغرز إلى 4 أسياخ لعمل أحد الصابع(السبابة)
- الخطوة السادسة

نشتغل غرز الخطوة الخامسة سطر عدل وسطر مقلوب حوالي 6سم أو حسب الطول الذي ترغبينه
- الخطوة السابعة

نختم جميع الغرز
- ثم نكمل شغل باقي الأصابع
- الخطوة الثامنة

نعود الآن للغرز التي تركناها لعمل الإبهام ونشتغلها مثل باقي الأصابع
- الشكل النهائي للقفاز

## فوائد القفازات
القفازات الصوفية تحمى طفلك من برودة الأطراف
في الشتاء البارد يتعرض الأطفال دون الخامسة إلى برودة في الأطراف ملحوظة مما يقلق كثير من الأمهات، ويؤكد الأطباء أن هذه الظاهرة ترجع إلى أن الجسم في الأجواء الباردة يعمل علي الحفاظ علي درجة حرارته الداخلية وبالتالي يتم سحب الدم إلي الداخل ويؤدي ذلك الي برودة واضحة في الأطراف وهذا تغيير فسيولوجي طبيعي، كما ذكرت جريدة «الرياض». ويشير الأطباء إلى أن يمكن للأم أن تكافح هذه الظاهرة عن طريق تدفئة أطراف الطفل بارتداء القفازات الصوفية والجوارب الصوفية الثقيلة وهذا الأجراء كفيل بالحفاظ علي التدفئة الطبيعية وحماية الأطراف من أي مشاكل محتملة بسبب البرد سواء للكبير أو الصغير .

### قفازات المطبخ
القفازات من الادوات الضرورية في المطبخ والمستخدمة بصورة يومية تقريبا
وهذه صور توضح اشكال عديدة منها... ولكل واحد منها استخدامه الخاص أولا
قفاز غسل أو تجفيف الأواني
يستخدم هذا القفاز في غسل الأواني ويكون خفيف ومريح حتى لا تشعرين بالضيق عند استخدامه
من مميزاته انه سهل الغسيل بعد استخدامه هذا بالإضافة إلى المحافظة على يديك وحمايتها من الجفاف الناتج عن استخدام الماء والصابون بصورة متكررة
وهذه صور لعدة أنواع منها
من مميزاته انه يستخدم عوضا عن الفوطة العادية في تجفيف الصحون والأكواب وخاصة أيام العزائم للمحافظة عليها نظيفة وخالية من نقاط الماء المترسبة